# Trotina (přírodní památka)
Trotina je přírodní památka poblíž obce Lochenice v okrese Hradec Králové. Oblast spravuje Krajský úřad Královéhradeckého kraje. Důvodem ochrany je zachovalý zbytek starého říčního koryta na soutoku Labe a Trotiny s původními pobřežními porosty a vodním rostlinstvem. Na části pobřeží je přirozený lužní les. Vodní rameno je bohaté na vodní rostliny, které se dnes v okolních labských tůních již nevyskytují (stulík, rdest kadeřavý, lakušník, růžkatec ponořený aj.). Husté pobřežní křoviny (dub, topol, olše, vrba, jilm) jsou útočištěm drobné zvěře a zpěvného ptactva.

## Přírodní podmínky

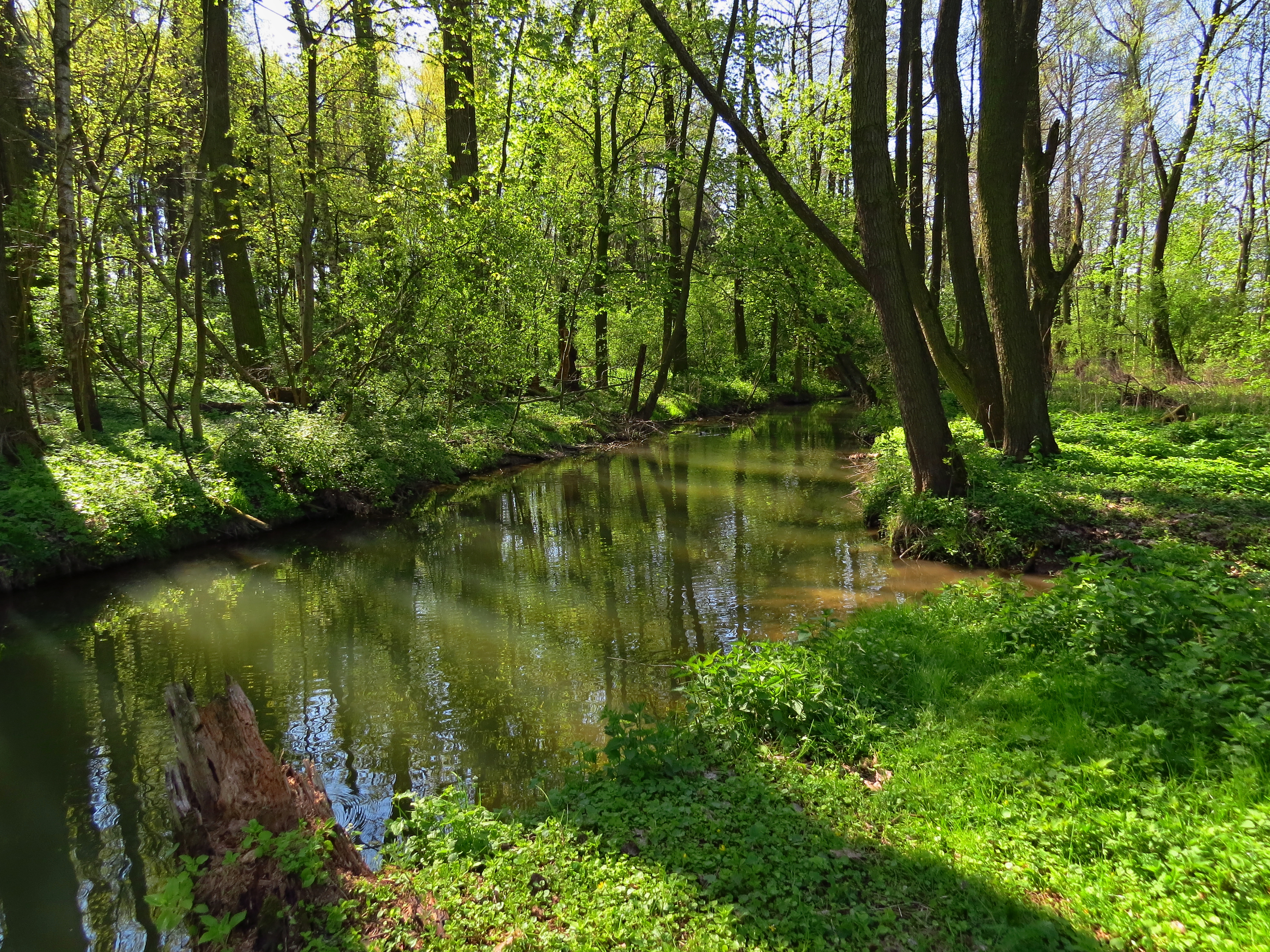
Říčka Trotina

### Geologie
Geologickým podkladem jsou holocenníní písčitohlinité říční (inundační) usazeniny.

### Flóra
Zachovalé mrtvé labské rameno s charakteristickými lužními porosty a zbytky vodních společenstev. Rostou zde např. stolístek klasnatý (Myriophyllum spicatum), stulík žlutý (Nuphar lutea), růžkatec ostnitý (Ceratophyllum demersum), rdest vzplývavý (Potamogeton natans), lakušník okrouhlý (Batrachium circinatum), šípatka střelolistá (Sagittaria sagittifolia), kosatec žlutý (Iris pseudacorus), v křovinách je hojná nadmutice bobulnatá (Cucubalus baccifer).

### Fauna
Zbytky mrtvého ramene jsou důležitým biotopem vodního a mokřadního ptactva. Hnízdí zde chráněné druhy: ledňáček říční (Alcedo atthis), moudivláček lužní (Remiz pendulinus), za potravou sem zalétá moták pochop (Circus aeruginosus), krahujec obecný (Accipiter nisus), běžná je užovka obojková (Natrix natrix).